# Onoratoïta
L'onoratoïta és un mineral de la classe dels halurs.

## Característiques
L'onoratoïta és un halur de fórmula química Sb₈Cl₂O11. Va ser aprovada com a espècie vàlida per l'Associació Mineralògica Internacional l'any 1967. Cristal·litza en el sistema triclínic.
Segons la classificació de Nickel-Strunz, l'onoratoïta pertany a «03.DC - Oxihalurs, hidroxihalurs i halurs amb doble enllaç, amb Pb (As,Sb,Bi), sense Cu» juntament amb els següents minerals: laurionita, paralaurionita, fiedlerita, penfieldita, laurelita, bismoclita, daubreeïta, matlockita, rorisita, zavaritskita, zhangpeishanita, nadorita, perita, aravaipaïta, calcioaravaipaïta, thorikosita, mereheadita, blixita, pinalita, symesita, ecdemita, heliofil·lita, mendipita, damaraïta, cotunnita, pseudocotunnita i barstowita.

## Formació i jaciments
Va ser descoberta a la mina Le Cetine di Cotorniano, a la localitat de Chiusdino, a la província de Siena, a la Toscana, Itàlia. També ha estat descrita a la propera localitat de Poggio Peloso, a la província de Grosseto; a la mina San José, a la ciutat d'Oruro (Bolívia); i a la mina de plata Albert, a la província de Mpumalanga, a Sud-àfrica.